# Естонија на Европском првенству у атлетици на отвореном 2016.
Естонија је учествовала на 23. Европском првенству у атлетици на отвореном 2016. одржаном у Амстердаму од 6. до 10. августа. Ово је десето европско првенство у атлетици на којем је учествовала Естонија. Репрезентацију Естоније представљало је 24. спортиста ( 16 мушкарца и 8 жена) који су се такмичили у 16 дисциплина (10 мушких и 6 женских).
У укупном пласману Естонија је са једном освојеном бронзаном медаљом делила 27. место.
У табели успешности према броју и пласману такмичара који су учествовали у финалним такмичењима (првих 8 такмичара) Естонија је са пет учесника у финалу заузела 21 место са 20 бодова.
| Пл. | Земља    | 1. место | 2. место | 3. место | 4. место | 5. место | 6. место | 7. место | 8. место | Бр. фин. | Бодови |
| --- | -------- | -------- | -------- | -------- | -------- | -------- | -------- | -------- | -------- | -------- | ------ |
| 21. | Естонија | 0        | 0        | 1 − 6    | 2 − 10   | 0        | 0        | 2 − 4    | 0        | 5        | 20     |

## Учесници
| Мушкарци: - Марек Нит — 100 м, 200 м, 4 х 400 м - Роман Фости — Полумаратон - Расмус Меги — 400 м препоне - Јак-Хајнрих Јагор — 400 м препоне, 4 х 400 м - Каур Кивистик — 3.000 м препреке - Ривар Тип — 4 х 400 м - Rauno Kunnapuu — 4 х 400 м - Кристо Галета — Бацање кугле - Герд Кантер — Бацање диска - Мартин Купер — Бацање диска - Ристо Метас — Бацање копља - Танел Ланме — Бацање копља - Магнус Кирт — Бацање копља - Кристјан Розенберг — Десетобој - Janek Õiglane — Десетобој - Мик Пахапил — Десетобој | Жене: - Лина Тшернов — 1.500 м - Елерин Хас — Скок увис - Ана Иљуштшенко — Скок увис - Ксенија Балта — Скок удаљ - Кетлин Пириме — Бацање кугле - Лина Ласма — Бацање копља - Грит Шадејко — Седмобој - Мари Клауп — Седмобој |  |

## Освајачи медаља

### Бронза (1)
- Герд Кантер — бацање диска

## Резултати

### Мушкарци
| Атлетичар                                                 | Дисциплина       | Лични рекорд | Квалификације         | Квалификације         | Полуфинале            | Полуфинале           | Финале                | Финале       | Детаљи |
| Атлетичар                                                 | Дисциплина       | Лични рекорд | Резултат              | Место                 | Резултат              | Место                | Резултат              | Место        | Детаљи |
| --------------------------------------------------------- | ---------------- | ------------ | --------------------- | --------------------- | --------------------- | -------------------- | --------------------- | ------------ | ------ |
| Марек Нит                                                 | 100 м            | 10,19 НР     | 10,48                 | 4. у гр. 1            | Није се квалификовао  | Није се квалификовао | Није се квалификовао  | 26 / 34 (37) |        |
| Марек Нит                                                 | 200 м            | 20,43 НР     | 21,93                 | 7. у гр. 2            | Није се квалификовао  | Није се квалификовао | Није се квалификовао  | 34 / 35      |        |
| Роман Фости                                               | Полумаратон      | 1:04:42      |                       |                       |                       |                      | 1:06:00 ЛРС           | 31 / 84 (92) |        |
| Јак-Хајнрих Јагор                                         | 400 м препоне    | 40,37        | 50,54 КВ              | 2. у гр. 1            | 49,65 ЛРС             | 5. у гр. 2           | Нису се квалификовали | 13 / 39 (40) |        |
| Расмус Меги                                               | 400 м препоне    | 48,54 НР     | Директно у полуфинале | Директно у полуфинале | 49,50                 | 3. у гр. 3           | Нису се квалификовали | 10 / 39 (40) |        |
| Каур Кивистик                                             | 3.000 м препреке | 8:32,33      | 8:33,94 КВ, ЛРС       | 5. у гр. 2            |                       |                      | 8:33,75               | 7 / 24 (26)  |        |
| Јак-Хајнрих Јагор³, Марек Нит³, Ривар Тип, Rauno Kunnapuu | 4 х 400 м        | 3:06,07 НР   | 3:10,63 НРС           | 8. у гр. 2            | Нису се квалификовали | 15 / 16              |                       |              |        |
| Кристо Галета                                             | бацање кугле     | 19,78        | 18,76                 | 11. у гр. Б           | Нису се квалификовали | 21 / 27 (29)         |                       |              |        |
| Герд Кантер                                               | бацање диска     | 73,38 НР     | 65,13 КВ, ЛРС         | 4. у гр. А            | 65,27 ЛРС             |                      |                       |              |        |
| Мартин Купер                                              | бацање диска     | 66,67        | 64,23 КВ              | 4. у гр. Б            | 63,55                 | 7 / 27 (30)          |                       |              |        |
| Ристо Метас                                               | бацање копља     | 83,48        | 81,19 кв              | 4. у гр. Б            | 82,03 ЛРС             | 4 / 30 (32)          |                       |              |        |
| Магнус Кирт                                               | бацање копља     | 86,65        | 74,64                 | 13. у гр. Б           | Нису се квалификовали | 26 / 30 (32)         |                       |              |        |
| Танел Ланме                                               | бацање копља     | 91,53        | 80,52                 | 7. у гр. А            | Нису се квалификовали | 15 / 30 (32)         |                       |              |        |

- Такмичари у штафети обележени бројем трчали су и у појединачним дисциплинама.

#### Десетобој
| Атлетичар          | Дисциплина | 100 м     | Даљ  | БКу       | Вис  | 400 м | 110 м пр. | Диск     | СМ       | БКо       | 1.500 м | Укупно    | Пласман      | Белешка |
| ------------------ | ---------- | --------- | ---- | --------- | ---- | ----- | --------- | -------- | -------- | --------- | ------- | --------- | ------------ | ------- |
| Janek Õiglane      | Резултат   | 11,21 ЛР  | 7,10 | 14,68 ЛРС | 1,98 | 51,48 | 16,47     | 44,62 ЛР | 4,80 =ЛР | 67,41 ЛРС | 4:42,01 | 7.762 ЛРС | 12 / 19 (28) |         |
| Janek Õiglane      | Бодови     | 814       | 838  | 770       | 785  | 748   | 681       | 759      | 849      | 850       | 668     | 7.762 ЛРС | 12 / 19 (28) |         |
| Кристјан Розенберг | Резултат   | 11,11 ЛРС | 7,08 | 13,74 ЛР  | 2,10 | 50,61 | 15,54     | 35,32    | 4,70     | 61,65 ЛР  | 4:31,12 | 7.738     | 13 / 19 (28) |         |
| Кристјан Розенберг | Бодови     | 836       | 833  | 712       | 896  | 787   | 785       | 570      | 819      | 763       | 737     | 7.738     | 13 / 19 (28) |         |
| Мик Пахапил        | Резултат   | НС        |      |           |      |       |           |          |          |           |         |           | НС           |         |
| Мик Пахапил        | Бодови     |           |      |           |      |       |           |          |          |           |         |           | НС           |         |

### Жене
| Атлетичарка    | Дисциплина   | Лични рекорд | Квалификације | Квалификације | Полуфинале            | Полуфинале   | Финале                | Финале  | Детаљи |
| Атлетичарка    | Дисциплина   | Лични рекорд | Резултат      | Место         | Резултат              | Место        | Резултат              | Место   | Детаљи |
| -------------- | ------------ | ------------ | ------------- | ------------- | --------------------- | ------------ | --------------------- | ------- | ------ |
| Лина Тшернов   | 1.500 м      | 4:11,44 НР   | 4:29,47       | 10. у гр. 1   |                       |              | Нису се квалификовале | 20 / 21 |        |
| Елерин Хас     | скок увис    | 1,94         | 1,85 ЛРС      | 10. у гр. А   | 18 / 26               |              | Нису се квалификовале |         |        |
| Ана Иљуштшенко | скок увис    | 1,96         | 1,80          | 11. у гр. Б   | 23 / 26               |              | Нису се квалификовале |         |        |
| Ксенија Балта  | скок удаљ    | 6,87 НР      | 6,64 КВ, ЛРС  | 3. у гр. А    | 6,65 ЛРС              | 4 / 24 (26)  |                       |         |        |
| Кетлин Пириме  | бацање кугле | 16,80        | 15,85         | 10. у гр. А   | Нису се квалификовале | 22 / 27      |                       |         |        |
| Лина Ласма     | бацање копља | 63,65 НР     | 56,61         | 7. у гр. Б    | Нису се квалификовале | 18 / 31 (34) |                       |         |        |

#### Седмобој
| Дисциплина    | Грит Шадејко | Грит Шадејко | Грит Шадејко | Грит Шадејко | Грит Шадејко | Грит Шадејко |
| Дисциплина    | Лич. рек.    | Резултат     | Бод.         | Плас.        | Укупно       | Плас.        |
| ------------- | ------------ | ------------ | ------------ | ------------ | ------------ | ------------ |
| 100 м препоне | 13,28        | 13,58 ЛРС    | 1.039        | 6.           | 1.039        | 6.           |
| Скок увис     | 1,78         | 1,65         | 795          | 16.          | 1.834        | 16.          |
| Бацање кугле  | 12,76        | 12,77 ЛР     | 712          | 17.          | 2.546        | 15.          |
| 200 м         | 24,10        | 24,57        | 927          | 5.           | 3.473        | 13.          |
| Скок удаљ     | 6,35         | БП           | 0            |              | 3.473        | 19.          |
| Бацање копља  | 50,68        | НС           |              |              |              |              |
| 800 м         | 2:16,60      |              |              |              |              |              |
| Седмобој      | 6.221 НР     |              |              |              | НЗ           |              |

| Дисциплина    | Мари Клауп | Мари Клауп | Мари Клауп | Мари Клауп | Мари Клауп | Мари Клауп |
| Дисциплина    | Лич. рек.  | Резултат   | Бод.       | Плас.      | Укупно     | Плас.      |
| ------------- | ---------- | ---------- | ---------- | ---------- | ---------- | ---------- |
| 100 м препоне | 13,84      | 14,02      | 976        | 15.        | 976        | 15.        |
| Скок увис     | 1,83       | 1,74       | 903        | 8.         | 1.879      | 11.        |
| Бацање кугле  | 13,40      | 11,79      | 647        | 20.        | 2.526      | 17.        |
| 200 м         | 25,54      | 26,18      | 781        | 17.        | 3.307      | 19.        |
| Скок удаљ     | 5,91       | 4,16       | 345        | 18.        | 3.652      | 18.        |
| Бацање копља  | 51,22      | 50,46      | 869        | 5.         | 4.521      | 17.        |
| 800 м         | 2:18,35    | НС         |            |            |            |            |
| Седмобој      | 6.023      |            |            |            | НЗ         |            |